# Município de Oxford (condado de Delaware, Ohio)
O município de Oxford (em inglês: Oxford Township) é um município localizado no condado de Delaware no estado estadounidense de Ohio. No ano de 2010 tinha uma população de 987 habitantes e uma densidade populacional de 19,63 pessoas por km².

## Geografia
O município de Oxford encontra-se localizado nas coordenadas 40° 23′ 23″ N, 82° 58′ 22″ O. Segundo a Departamento do Censo dos Estados Unidos, o município tem uma superfície total de 50.28 km², da qual 50,27 km² correspondem a terra firme e (0,03 %) 0,01 km² é água.

## Demografia
Segundo o censo de 2010, tinha 987 pessoas residindo no município de Oxford. A densidade populacional era de 19,63 hab./km². Dos 987 habitantes, o município de Oxford estava composto pelo 99,29 % brancos, o 0,2 % eram afroamericanos, o 0,2 % eram asiáticos e o 0,3 % eram de uma mistura de raças. Do total da população o 1,42 % eram hispanos ou latinos de qualquer raça.